# Acrodactyla jubata
Acrodactyla jubata är en stekelart som beskrevs av Henry Keith Townes, Jr. 1960. Acrodactyla jubata ingår i släktet Acrodactyla och familjen brokparasitsteklar. Inga underarter finns listade i Catalogue of Life.